# Piłka ręczna na Letnich Igrzyskach Olimpijskich Młodzieży 2014
Turnieje piłki ręcznej na Letnich Igrzyskach Olimpijskich Młodzieży 2014 odbyły się w dniach od 20 do 25 sierpnia 2014 roku w chińskim Nankinie. W turniejach dziewcząt i chłopców wzięło udział po sześć zespołów, które zostały wyłonione we wcześniejszych eliminacjach.
Był to drugi turniej w historii tych zawodów. Triumf odnieśli Słowacy i Koreanki.

## Informacje ogólne
System rozgrywek dla obu płci był identyczny. Sześć uczestniczących reprezentacji zostało podzielonych na dwie trzyzespołowe grupy, które rywalizowały w pierwszej fazie systemem kołowym w ramach grup. Po dwie czołowe drużyny z każdej z grup awansowały do półfinałów, zespoły z trzecich miejsc rywalizowały natomiast w dwumeczach o piątą lokatę. W fazie grupowej spotkania toczone były bez ewentualnej dogrywki, za zwycięstwo, remis i porażkę przysługiwało odpowiednio dwa, jeden i zero punktów. W przypadku remisu w meczach o miejsca 1–4 przeprowadzana była dogrywka 2×5 min, a w przypadku braku w niej rozstrzygnięcia organizowany był konkurs rzutów karnych. Zespoły mogły liczyć maksymalnie czternastu zawodników urodzonych w latach 1996–1998.
Zawody zostały rozegrane w hali Jiangning Sports Center w Nankinie. Harmonogram rozgrywek został opublikowany pod koniec kwietnia 2014 roku. Nad zawodami czuwało sześć par sędziowskich.

## Podsumowanie

### Klasyfikacja medalowa
| Klasyfikacja medalowa | Klasyfikacja medalowa | Klasyfikacja medalowa | Klasyfikacja medalowa | Klasyfikacja medalowa | Klasyfikacja medalowa |
| Miejsce               | Reprezentacja         | Złoto                 | Srebro                | Brąz                  | Razem                 |
| --------------------- | --------------------- | --------------------- | --------------------- | --------------------- | --------------------- |
| 1                     | Korea Południowa      | 1                     | 0                     | 0                     | 1                     |
| =                     | Słowenia              | 1                     | 0                     | 0                     | 1                     |
| 3                     | Egipt                 | 0                     | 1                     | 0                     | 1                     |
| =                     | Rosja                 | 0                     | 1                     | 0                     | 1                     |
| 5                     | Norwegia              | 0                     | 0                     | 1                     | 1                     |
| =                     | Szwecja               | 0                     | 0                     | 1                     | 1                     |
| Razem                 | Razem                 | 2                     | 2                     | 2                     | 6                     |

### Medaliści
| Konkurencja | 1. miejsce            | 2. miejsce | 3. miejsce    |
| ----------- | --------------------- | ---------- | ------------- |
| Chłopcy     | Słowenia U-18         | Egipt U-18 | Norwegia U-18 |
| Dziewczęta  | Korea Południowa U-18 | Rosja U-18 | Szwecja U-18  |

## Kwalifikacje
Do turnieju mogły zakwalifikować się maksymalnie po dwie drużyny z jednego kontynentu dla każdej z płci. Dodatkowo żaden z krajów nie mógł być reprezentowany w więcej niż jednym sporcie drużynowym, tak więc jeśli zdobył kwalifikację w więcej niż jednym z takich sportów, musiał zdecydować się na któryś z nich i zrezygnować z pozostałych. Jeśli powstałby w takim przypadku wakat w turnieju piłki ręcznej, jego miejsce zajęłaby drużyna z kontynentu, z którego pochodził ówczesny mistrz świata, z zastrzeżeniem limitu zespołów z danego kontynentu. Uzyskujący kwalifikację kraj musiał znajdować się w pierwszej czterdziestce rankingu.
Chiny postanowiły wystawić męską drużynę w innym sporcie zespołowym, toteż wakat został obsadzony drużyną z Europy. Również wśród dziewcząt Europa otrzymała drugie miejsce po rezygnacji zespołów z Oceanii, wśród chłopców otrzymała je natomiast drużyna afrykańska.
| Kwalifikacja                     | Data                | Miejsce  | Miejsca | Kraj                  |
| -------------------------------- | ------------------- | -------- | ------- | --------------------- |
| Gospodarz                        | –                   | –        | 1       | Chiny U-18            |
| Mistrzostwa Europy               | 15–25 sierpnia 2013 | Polska   | 1       | Szwecja U-18          |
| II Azjatyckie Igrzyska Młodzieży | 16–24 sierpnia 2013 | Chiny    | 1       | Korea Południowa U-18 |
| Mistrzostwa Afryki               | 22–31 sierpnia 2013 | Kongo    | 1       | Angola U-18           |
| Mistrzostwa Ameryki              | 22–26 kwietnia 2014 | Brazylia | 1       | Brazylia U-18         |
| Turniej kwalifikacyjny w Oceanii | –                   | –        | 1       | –                     |
| Zespół rezerwowy                 | –                   | –        | 1       | Rosja U-18            |

| Kwalifikacja                                   | Data                | Miejsce   | Miejsca | Kraj                       |
| ---------------------------------------------- | ------------------- | --------- | ------- | -------------------------- |
| Gospodarz                                      | –                   | –         | 1       | Chiny U-18                 |
| XII Letni Olimpijski Festiwal Młodzieży Europy | 14–19 lipca 2013    | Holandia  | 1       | Słowenia U-18              |
| II Azjatyckie Igrzyska Młodzieży               | 16–24 sierpnia 2013 | Chiny     | 1       | Katar U-18                 |
| Mistrzostwa Afryki                             | 15–21 marca 2014    | Kenia     | 1       | Egipt U-18                 |
| Turniej kwalifikacyjny w Ameryce               | 1–5 kwietnia 2014   | Argentyna | 1       | Brazylia U-18              |
| Turniej kwalifikacyjny w Oceanii               | –                   | –         | 1       | –                          |
| Zespół rezerwowy                               | –                   | –         | 2       | Norwegia U-18 Tunezja U-18 |

## Losowanie grup
Losowanie grup odbyło się 2 maja 2014 roku w Bazylei.
| Dziewczęta                                         | Dziewczęta                                  |                                              | Chłopcy                                     | Chłopcy |
| Grupa A                                            | Grupa B                                     | Grupa A                                      | Grupa B                                     |         |
| -------------------------------------------------- | ------------------------------------------- | -------------------------------------------- | ------------------------------------------- | ------- |
| - Angola U-18 - Korea Południowa U-18 - Rosja U-18 | - Brazylia U-18 - Chiny U-18 - Szwecja U-18 | - Brazylia U-18 - Egipt U-18 - Norwegia U-18 | - Katar U-18 - Słowenia U-18 - Tunezja U-18 |         |

## Turniej dziewcząt

### Faza grupowa

#### Grupa A
| 20 sierpnia 201414:00 | Angola U-18 | 21:34(12:20) | Rosja U-18 | Jiangning Sports Center, Nankin |
| 20 sierpnia 201414:00 |             | 21:34(12:20) |            | Jiangning Sports Center, Nankin |

| 21 sierpnia 201414:00 | Korea Południowa U-18 | 39:23(20:11) | Angola U-18 | Jiangning Sports Center, Nankin |
| 21 sierpnia 201414:00 |                       | 39:23(20:11) |             | Jiangning Sports Center, Nankin |

| 22 sierpnia 201414:00 | Rosja U-18 | 36:31(16:16) | Korea Południowa U-18 | Jiangning Sports Center, Nankin |
| 22 sierpnia 201414:00 |            | 36:31(16:16) |                       | Jiangning Sports Center, Nankin |

#### Grupa B
| 20 sierpnia 201416:00 | Chiny U-18 | 14:39(8:20) | Szwecja U-18 | Jiangning Sports Center, Nankin |
| 20 sierpnia 201416:00 |            | 14:39(8:20) |              | Jiangning Sports Center, Nankin |

| 21 sierpnia 201416:00 | Brazylia U-18 | 32:18(14:6) | Chiny U-18 | Jiangning Sports Center, Nankin |
| 21 sierpnia 201416:00 |               | 32:18(14:6) |            | Jiangning Sports Center, Nankin |

| 22 sierpnia 201416:00 | Szwecja U-18 | 32:24(16:11) | Brazylia U-18 | Jiangning Sports Center, Nankin |
| 22 sierpnia 201416:00 |              | 32:24(16:11) |               | Jiangning Sports Center, Nankin |

### Faza pucharowa

#### Mecze o 5. miejsce
| 24 sierpnia 201409:00 | Angola U-18 | 31:18(14:6) | Chiny U-18 | Jiangning Sports Center, Nankin |
| 24 sierpnia 201409:00 |             | 31:18(14:6) |            | Jiangning Sports Center, Nankin |

| 25 sierpnia 201409:00 | Chiny U-18 | 22:22(9:11) | Angola U-18 | Jiangning Sports Center, Nankin |
| 25 sierpnia 201409:00 |            | 22:22(9:11) |             | Jiangning Sports Center, Nankin |

#### Mecze o 1. miejsce
|  |                        |                       |            |                        |    |                       |                       |       |
|  | Półfinały              | Półfinały             | Półfinały  |                        |    | Finał                 | Finał                 | Finał |
|  | Półfinały              | Półfinały             | Półfinały  |                        |    | Finał                 | Finał                 | Finał |
|  | 24 sierpnia 2014 13:00 |                       |            |                        |    |                       |                       |       |
|  |                        |                       |            |                        |    |                       |                       |       |
|  | Korea Południowa U-18  | Korea Południowa U-18 | 25         |                        |    |                       |                       |       |
|  | Korea Południowa U-18  | Korea Południowa U-18 | 25         | 25 sierpnia 2014 18:00 |    |                       |                       |       |
|  | Szwecja U-18           | Szwecja U-18          | 24         |                        |    |                       |                       |       |
|  | Szwecja U-18           | Szwecja U-18          | 24         |                        |    | Korea Południowa U-18 | Korea Południowa U-18 | 32    |
|  | 24 sierpnia 2014 15:30 |                       |            |                        |    | Korea Południowa U-18 | Korea Południowa U-18 | 32    |
|  |                        |                       | Rosja U-18 | Rosja U-18             | 31 |                       |                       |       |
|  | Rosja U-18             | Rosja U-18            | Rosja U-18 | Rosja U-18             | 31 | 30                    |                       |       |
|  | Rosja U-18             | Rosja U-18            |            |                        |    |                       |                       |       |
|  | Brazylia U-18          | Brazylia U-18         | 22         |                        |    |                       |                       |       |
|  | Brazylia U-18          | Brazylia U-18         | 22         | Mecz o 3. miejsce      |    |                       |                       |       |
|  |                        |                       |            |                        |    |                       |                       |       |
|  | 25 sierpnia 2014 13:00 |                       |            |                        |    |                       |                       |       |
|  |                        |                       |            |                        |    |                       |                       |       |
|  | Szwecja U-18           | Szwecja U-18          | 23         |                        |    |                       |                       |       |
|  | Szwecja U-18           | Szwecja U-18          | 23         |                        |    |                       |                       |       |
|  | Brazylia U-18          | Brazylia U-18         | 16         |                        |    |                       |                       |       |
|  | Brazylia U-18          | Brazylia U-18         | 16         |                        |    |                       |                       |       |

| 24 sierpnia 201413:00 | Korea Południowa U-18 | 25:24(11:10) | Szwecja U-18 | Jiangning Sports Center, Nankin |
| 24 sierpnia 201413:00 |                       | 25:24(11:10) |              | Jiangning Sports Center, Nankin |

| 24 sierpnia 201415:30 | Rosja U-18 | 30:22(17:7) | Brazylia U-18 | Jiangning Sports Center, Nankin |
| 24 sierpnia 201415:30 |            | 30:22(17:7) |               | Jiangning Sports Center, Nankin |

| 25 sierpnia 201418:00 | Korea Południowa U-18 | 32:31(17:14) | Rosja U-18 | Jiangning Sports Center, Nankin |
| 25 sierpnia 201418:00 |                       | 32:31(17:14) |            | Jiangning Sports Center, Nankin |

| 25 sierpnia 201413:00 | Szwecja U-18 | 23:16(11:5) | Brazylia U-18 | Jiangning Sports Center, Nankin |
| 25 sierpnia 201413:00 |              | 23:16(11:5) |               | Jiangning Sports Center, Nankin |

### Klasyfikacja końcowa
| Miejsce | Reprezentacja         |
| ------- | --------------------- |
| złoto   | Korea Południowa U-18 |
| srebro  | Rosja U-18            |
| brąz    | Szwecja U-18          |
| 4       | Brazylia U-18         |
| 5       | Angola U-18           |
| 6       | Chiny U-18            |

## Turniej chłopców

### Faza grupowa

#### Grupa A
| 20 sierpnia 201418:00 | Norwegia U-18 | 27:28(11:14) | Egipt U-18 | Jiangning Sports Center, Nankin |
| 20 sierpnia 201418:00 |               | 27:28(11:14) |            | Jiangning Sports Center, Nankin |

| 21 sierpnia 201418:00 | Brazylia U-18 | 31:33(15:19) | Norwegia U-18 | Jiangning Sports Center, Nankin |
| 21 sierpnia 201418:00 |               | 31:33(15:19) |               | Jiangning Sports Center, Nankin |

| 22 sierpnia 201418:00 | Egipt U-18 | 29:23(16:10) | Brazylia U-18 | Jiangning Sports Center, Nankin |
| 22 sierpnia 201418:00 |            | 29:23(16:10) |               | Jiangning Sports Center, Nankin |

#### Grupa B
| 20 sierpnia 201420:00 | Tunezja U-18 | 23:26(13:11) | Katar U-18 | Jiangning Sports Center, Nankin |
| 20 sierpnia 201420:00 |              | 23:26(13:11) |            | Jiangning Sports Center, Nankin |

| 21 sierpnia 201420:00 | Słowenia U-18 | 33:12(18:4) | Tunezja U-18 | Jiangning Sports Center, Nankin |
| 21 sierpnia 201420:00 |               | 33:12(18:4) |              | Jiangning Sports Center, Nankin |

| 22 sierpnia 201420:00 | Katar U-18 | 23:38(10:17) | Słowenia U-18 | Jiangning Sports Center, Nankin |
| 22 sierpnia 201420:00 |            | 23:38(10:17) |               | Jiangning Sports Center, Nankin |

### Faza pucharowa

#### Mecze o 5. miejsce
| 24 sierpnia 201411:00 | Brazylia U-18 | 38:31(23:15) | Tunezja U-18 | Jiangning Sports Center, Nankin |
| 24 sierpnia 201411:00 |               | 38:31(23:15) |              | Jiangning Sports Center, Nankin |

| 25 sierpnia 201411:00 | Tunezja U-18 | 27:28(12:13) | Brazylia U-18 | Jiangning Sports Center, Nankin |
| 25 sierpnia 201411:00 |              | 27:28(12:13) |               | Jiangning Sports Center, Nankin |

#### Mecze o 1. miejsce
|  |                        |               |               |                        |    |            |            |       |
|  | Półfinały              | Półfinały     | Półfinały     |                        |    | Finał      | Finał      | Finał |
|  | Półfinały              | Półfinały     | Półfinały     |                        |    | Finał      | Finał      | Finał |
|  | 24 sierpnia 2014 18:00 |               |               |                        |    |            |            |       |
|  |                        |               |               |                        |    |            |            |       |
|  | Egipt U-18             | Egipt U-18    | 34            |                        |    |            |            |       |
|  | Egipt U-18             | Egipt U-18    | 34            | 25 sierpnia 2014 20:30 |    |            |            |       |
|  | Katar U-18             | Katar U-18    | 26            |                        |    |            |            |       |
|  | Katar U-18             | Katar U-18    | 26            |                        |    | Egipt U-18 | Egipt U-18 | 25    |
|  | 24 sierpnia 2014 20:30 |               |               |                        |    | Egipt U-18 | Egipt U-18 | 25    |
|  |                        |               | Słowenia U-18 | Słowenia U-18          | 31 |            |            |       |
|  | Norwegia U-18          | Norwegia U-18 | Słowenia U-18 | Słowenia U-18          | 31 | 30         |            |       |
|  | Norwegia U-18          | Norwegia U-18 |               |                        |    |            |            |       |
|  | Słowenia U-18          | Słowenia U-18 | 33            |                        |    |            |            |       |
|  | Słowenia U-18          | Słowenia U-18 | 33            | Mecz o 3. miejsce      |    |            |            |       |
|  |                        |               |               |                        |    |            |            |       |
|  | 25 sierpnia 2014 15:30 |               |               |                        |    |            |            |       |
|  |                        |               |               |                        |    |            |            |       |
|  | Katar U-18             | Katar U-18    | 25            |                        |    |            |            |       |
|  | Katar U-18             | Katar U-18    | 25            |                        |    |            |            |       |
|  | Norwegia U-18          | Norwegia U-18 | 33            |                        |    |            |            |       |
|  | Norwegia U-18          | Norwegia U-18 | 33            |                        |    |            |            |       |

| 24 sierpnia 201418:00 | Egipt U-18 | 34:26(15:14) | Katar U-18 | Jiangning Sports Center, Nankin |
| 24 sierpnia 201418:00 |            | 34:26(15:14) |            | Jiangning Sports Center, Nankin |

| 24 sierpnia 201420:30 | Norwegia U-18 | 30:33(14:13) | Słowenia U-18 | Jiangning Sports Center, Nankin |
| 24 sierpnia 201420:30 |               | 30:33(14:13) |               | Jiangning Sports Center, Nankin |

| 25 sierpnia 201420:30 | Egipt U-18 | 25:31(11:13) | Słowenia U-18 | Jiangning Sports Center, Nankin |
| 25 sierpnia 201420:30 |            | 25:31(11:13) |               | Jiangning Sports Center, Nankin |

| 25 sierpnia 201415:30 | Katar U-18 | 25:33(13:19) | Norwegia U-18 | Jiangning Sports Center, Nankin |
| 25 sierpnia 201415:30 |            | 25:33(13:19) |               | Jiangning Sports Center, Nankin |

### Klasyfikacja końcowa
| Miejsce | Reprezentacja |
| ------- | ------------- |
| złoto   | Słowenia U-18 |
| srebro  | Egipt U-18    |
| brąz    | Norwegia U-18 |
| 4       | Katar U-18    |
| 5       | Brazylia U-18 |
| 6       | Tunezja U-18  |